# Leopardul de aur
Leopardul de aur (în italiană Pardo d'Oro) este un premiu acordat la Festivalul Internațional de Film de la Locarno care are loc anual în luna august din anul 1946 în orașul elvețian Locarno. Din anul 1968 premiul este dotat cu suma de 90.000 franci elvețieni (ca. 56.000 euro). Cele mai multe premii au fost acordate până în prezent regizorilor francezi și italieni.

## Premii acordate
| An   | Film                                    | Titlul original                       | Regizor                     | Țara                                         |
| ---- | --------------------------------------- | ------------------------------------- | --------------------------- | -------------------------------------------- |
| 1946 | Zece negri mititei                      | And Then There Were None              | René Clair                  | Statele Unite ale Americii                   |
| 1947 | Man About Town                          | Le silence est d'or                   | René Clair, Robert Pirosh   | Franța Statele Unite ale Americii            |
| 1948 | Germania în anul zero                   | Germania, anno zero                   | Roberto Rossellini          | Italia Franța RFG                            |
| 1949 | La ferme des sept péchés                | La ferme des sept péchés              | Jean-Devaivre               | Franța                                       |
| 1950 | When Willie Comes Marching Home         | When Willie Comes Marching Home       | John Ford                   | Statele Unite ale Americii                   |
| 1951 | Nu s-a organizat festivalul             | Nu s-a organizat festivalul           | Nu s-a organizat festivalul | Nu s-a organizat festivalul                  |
| 1952 | Hunted                                  | Hunted                                | Charles Crichton            | Regatul Unit                                 |
| 1953 | Iulius Cezar                            | Julius Caesar                         | David Bradley               | Statele Unite ale Americii                   |
| 1953 | Compozitorul Glinka                     | Kompozitor Glinka                     | Grigori Aleksandrov         | Uniunea Sovietică                            |
| 1953 | The Glass Wall                          | The Glass Wall                        | Maxwell Shane               | Statele Unite ale Americii                   |
| 1954 | Prințul Bajaja                          | Bajaja                                | Jiří Trnka                  | Cehoslovacia                                 |
| 1954 | Gate of Hell                            | Jigokumon                             | Teinosuke Kinugasa          | Japonia                                      |
| 1954 | Oaia cu cinci picioare                  | Le mouton à cinq pattes               | Henri Verneuil              | Franța / Statele Unite ale Americii          |
| 1954 | Wild Fruit                              | Les fruits sauvages                   | Hervé Bromberger            | Franța                                       |
| 1954 | Rotation                                | Rotation                              | Wolfgang Staudte            | RDG                                          |
| 1955 | Carmen Jones                            | Carmen Jones                          | Otto Preminger              | Statele Unite ale Americii                   |
| 1955 | Peripețiile bravului soldat Švejk       | Dobrý voják Švejk                     | Jiří Trnka                  | Cehoslovacia                                 |
| 1956 | Nu s-a organizat festivalul             | Nu s-a organizat festivalul           | Nu s-a organizat festivalul | Nu s-a organizat festivalul                  |
| 1957 | Strigătul                               | Il grido                              | Michelangelo Antonioni      | Italia / Statele Unite ale Americii          |
| 1958 | Ten North Frederick                     | Ten North Frederick                   | Philip Dunne                | Statele Unite ale Americii                   |
| 1959 | Sărutul ucigașului                      | Killer's Kiss                         | Stanley Kubrick             | Statele Unite ale Americii                   |
| 1960 | Il bell'Antonio                         | Il bell'Antonio                       | Mauro Bolognini             | Italia                                       |
| 1961 | Fires on the Plain                      | 野火 Nobi                             | Kon Ichikawa                | Japonia                                      |
| 1962 | The Winner                              | Un cœur gros comme ça                 | François Reichenbach        | Franța                                       |
| 1963 | Transport from Paradise                 | Transport z ráje                      | Zbyněk Brynych              | Cehoslovacia                                 |
| 1964 | Asul de pică                            | Černý Petr                            | Miloš Forman                | Cehoslovacia                                 |
| 1965 | Four in the Morning                     | Four in the Morning                   | Anthony Simmons             | Regatul Unit                                 |
| 1966 | Everyday Courage                        | Každý den odvahu                      | Evald Schorm                | Cehoslovacia                                 |
| 1967 | Entranced Earth                         | Terra em Transe                       | Glauber Rocha               | Brazilia                                     |
| 1968 | The Visionaries                         | I visionari                           | Maurizio Ponzi              | Italia                                       |
| 1969 | Charles, Dead or Alive                  | Charles mort ou vif                   | Alain Tanner                | Elveția                                      |
| 1969 | Those Who Wear Glasses                  | Szemüvegesek                          | Sándor Simó                 | Ungaria                                      |
| 1969 | Trei tigri triști                       | Tres tristes tigres                   | Raoul Ruiz                  | Chile                                        |
| 1969 | No Path Through Fire                    | В огне брода нет, V ogne broda net    | Gleb Panfilov               | Uniunea Sovietică                            |
| 1970 | End of the Road                         | End of the Road                       | Aram Avakian                | Statele Unite ale Americii                   |
| 1970 | Lilika                                  | Lilika                                | Branko Pleša                | Yugoslavia                                   |
| 1970 | Mujo (This Passing Life)                | Mujo (This Passing Life)              | Akio Jissoji                | Japonia                                      |
| 1970 | Oh, Sun                                 | Soleil O                              | Med Hondo                   | Franța / Mauritania                          |
| 1971 | They Have Changed Their Face            | Hanno cambiato faccia                 | Corrado Farina              | Italia                                       |
| 1971 | On the Point of Death                   | In punto di morte                     | Mario Garriba               | Italia                                       |
| 1971 | The Friends                             | Les amis                              | Gérard Blain                | Franța                                       |
| 1971 | Private Road                            | Private Road                          | Barney Platts-Mills         | Regatul Unit                                 |
| 1971 | Znaki na drodze (Signs on the Road)     | Znaki na drodze (Signs on the Road)   | Andrzej Jerzy Piotrowski    | Polonia                                      |
| 1972 | Bleak Moments                           | Bleak Moments                         | Mike Leigh                  | Regatul Unit                                 |
| 1973 | The Illumination                        | Iluminacja                            | Krzysztof Zanussi           | Polonia                                      |
| 1974 | Tüzolto Utca 25 (25 Fireman's Street)   | Tüzolto Utca 25 (25 Fireman's Street) | István Szabó                | Ungaria                                      |
| 1975 | The Son of Amir Is Dead                 | Le fils d'Amr est mort                | Jean-Jacques Andrien        | Belgia / Franța / Tunisia                    |
| 1976 | The Big Night                           | Le grand soir                         | Francis Reusser             | Elveția                                      |
| 1977 | Antonio Gramsci: The Days of Prison     | Antonio Gramsci: i giorni del carcere | Lino Del Fra                | Italia                                       |
| 1978 | The Idlers of the Fertile Valley        | I tembelides tis eforis kiladas       | Nikos Panayotopoulos        | Grecia                                       |
| 1979 | The Herd                                | Sürü                                  | Zeki Ökten                  | Turkey                                       |
| 1980 | To Love the Damned                      | Maledetti vi amerò                    | Marco Tullio Giordana       | Italia                                       |
| 1981 | Chakra (The Vicious Circle)             | Chakra (The Vicious Circle)           | Rabindra Dharmaraj          | India                                        |
| 1982 | Nu s-a acordat                          | Nu s-a acordat                        | Nu s-a acordat              | Nu s-a acordat                               |
| 1983 | The Princess                            | Adj király katonát!                   | Pál Erdöss                  | Ungaria                                      |
| 1984 | Mai străin decât paradisul              | Stranger Than Paradise                | Jim Jarmusch                | Statele Unite ale Americii / RFG             |
| 1985 | Alpine Fire                             | Höhenfeuer                            | Fredi M. Murer              | Elveția                                      |
| 1986 | Jezioro Bodenskie (Lake of Constance)   | Jezioro Bodenskie (Lake of Constance) | Janusz Zaorski              | Polonia                                      |
| 1987 | O Bobo (The Jester)                     | O Bobo (The Jester)                   | José Álvaro Morais          | Portugalia                                   |
| 1988 | Distant Voices, Still Lives             | Distant Voices, Still Lives           | Terence Davies              | Regatul Unit                                 |
| 1988 | Schmetterlinge                          | Schmetterlinge                        | Wolfgang Becker             | RFG                                          |
| 1989 | Why Has Bodhi-Dharma Left for the East? | Dharmaga tongjoguro kan kkadalgun     | Bae Yong-kyun               | Coreea de Sud                                |
| 1990 | Accidental Waltz                        | Sluchaynyy Vals                       | Svetlana Proskurina         | Uniunea Sovietică                            |
| 1991 | Johnny Suede                            | Johnny Suede                          | Tom DiCillo                 | Franța / Statele Unite ale Americii/ Elveția |
| 1992 | Autumn Moon                             | 秋月 Cau1 Jyut6                       | Clara Law                   | Hong Kong / Japonia                          |
| 1993 | Azghyin ushtykzyn'azaby                 | Azghyin ushtykzyn'azaby               | Yermek Shinarbayev          | Kazahstan                                    |
| 1994 | Khomreh (The Jar)                       | Khomreh (The Jar)                     | Ebrahim Forouzesh           | Iran                                         |
| 1995 | Raï                                     | Raï                                   | Thomas Gilou                | Franța                                       |
| 1996 | Nenette and Boni                        | Nénette et Boni                       | Claire Denis                | Franța                                       |
| 1997 | The Mirror                              | آینه Ayneh                            | Jafar Panahi                | Iran                                         |
| 1998 | Mr. Zhao                                | Zhao xiansheng                        | Lü Yue                      | China / Hong Kong                            |
| 1999 | Skin of Man, Heart of Beast             | Peau d’homme, cœur de bête            | Hélène Angel                | Franța                                       |
| 2000 | Father                                  | Baba                                  | Shuo Wang                   | China                                        |
| 2001 | Off to the Revolution by a 2CV          | Alla rivoluzione sulla due cavalli    | Maurizio Sciarra            | Italia                                       |
| 2002 | The Longing                             | Das Verlangen                         | Iain Dilthey                | Germania                                     |
| 2003 | Khamosh Pani (Silent Waters)            | Khamosh Pani (Silent Waters)          | Sabiha Sumar                | Pakistan / Franța / Germania                 |
| 2004 | Private                                 | Private                               | Saverio Costanzo            | Italia                                       |
| 2005 | Nouă vieți                              | Nine Lives                            | Rodrigo García              | Statele Unite ale Americii                   |
| 2006 | Das Fräulein                            | Das Fräulein                          | Andrea Staka                | Elveția/ Germania                            |
| 2007 | The Rebirth                             | 愛の予感 Ai no yokan                  | Masahiro Kobayashi          | Japonia                                      |
| 2008 | Parque via                              | Parque via                            | Enrique Rivero              | Mexic                                        |
| 2009 | She, a Chinese                          | She, a Chinese                        | Xiaolu Guo                  | UK / Franța / Germania / China               |
| 2010 | Winter Vacation                         | 寒假 Hán jià                          | Hongqi Li                   | China                                        |
| 2011 | Deschideți ușile și ferestrele          | Abrir puertas y ventanas              | Milagros Mumenthaler        | Argentina / Elveția/ Olanda                  |
| 2012 | Fata de nicăieri                        | La fille de nulle part                | Jean-Claude Brisseau        | Franța                                       |
| 2013 | Story of My Death                       | Història de la meva mort              | Albert Serra                | Spania / Franța                              |
| 2014 | From What Is Before                     | Mula sa Kung Ano ang Noon             | Lav Diaz                    | Filipine                                     |
| 2015 | Acum da, atunci nu                      | Jigeumeun matgo geuttaeneun teullida  | Hong Sang-soo               | Coreea de Sud                                |
| 2016 | Godless                                 | Безбог (Bezbog)                       | Ralitza Petrova             | Bulgaria / Danemarca / Franța                |
| 2017 | Mrs. Fang                               | Mrs. Fang                             | Wang Bing                   | China / Franța / Germania                    |
| 2018 | A Land Imagined                         | A Land Imagined                       | Yeo Siew Hua                | Singapore / Franța / Olanda                  |
| 2019 | Vitalina Varela                         | Vitalina Varela                       | Pedro Costa                 | Portugalia                                   |

## Premii de onoare
Leopardul de onoare (Pardo d'Onore)
- 1989: Ennio Morricone
- 1990: Gian Maria Volontè
- 1991: Jacques Rivette
- 1992: Manoel de Oliveira
- 1993: Sam Fuller
- 1994: Kira Muratowa
- 1995: Jean-Luc Godard
- 1996: Werner Schroeter
- 1997: Bernardo Bertolucci
- 1998: Joe Dante
- 1999: Daniel Schmid
- 2000: Paul Verhoeven și Paolo Villaggio
- 2002: Sydney Pollack
- 2003: Ken Loach
- 2004: Ermanno Olmi
- 2005: Terry Gilliam, Abbas Kiarostami și Wim Wenders
- 2006: Alexander Sokurow
- 2007: Hou Hsiao-Hsien
- 2008: Amos Gitai
- 2009: Isao Takahata